# تيري ريان (مهندس)
تيري ريان (بالإنجليزية: Terry Ryan)‏ هو مهندس أمريكي، ولد في 13 مايو 1938 في دافنبورت في الولايات المتحدة.

## وصلات خارجية
- تيري ريان على موقع Racing-Reference.info (الإنجليزية)